# Науково-дослідний технологічний інститут приладобудування
Науково — дослідний технологічний інститут приладобудування (НДТІП) — державне підприємство в складі Національного космічного агентства України (НКАУ). Є Головною організацією по технології, матеріалознавству та стандартизації приладобудування для ракетно — космічної, військової та народногосподарської техніки.
Маючи потужну дослідну та виробничу базу, а також висококваліфікованих спеціалістів, НДТІП проводить розробки, виготовляє і реалізує свою продукцію не тільки в Україні, а й за кордоном. Позитивною специфікою та унікальністю підприємства є комплексний підхід до рішення проблем приладобудування: від розробок до постановки на виробництво та створення засобів технологічного оснащення.
НДТІП організовано 1965 року в складі Міністерства загального машинобудуваня СРСР для вирішення задач організації виробництва приладів, створення нових технологій, матеріалів та засобів технологічного оснащення, механізації та автоматизації процесів виготовлення ракетно -космічної техніки та товарів народного споживання.
Для вирішення зазначених задач було створено та оснащено сучасним дослідним, випробувальним і виробничим обладнанням базу для розробки технологій за такими напрямками:
- мікроелектроніка;
- плати друкованого монтажу;
- металокераміка;
- збирання та монтаж апаратури;
- вхідний і діагностичний контроль елементної бази.

Розробки НДТІП знайшли своє втілення в створенні ракетно-космічної техніки СРСР, зараз використовуються в розробках України, при цьому інститут в Національному космічному агентстві України є головною організацією, яка визначає технологічну політику в приладобудуванні ракетно-космічної техніки.